# Немцово (Владимирская область)
Немцово — деревня в составе муниципального образования город Владимир Владимирской области России.

## География
Деревня расположена в 5 км на северо-запад от города Владимира, близ аэропорта Семязино.

## История
В конце XIX — начале XX века деревня входила в состав Слободской волости Владимирского уезда, с 1926 года — во Владимирской волости. В 1859 году в деревне числилось 9 дворов, в 1905 году — 17 дворов, в 1926 году — 19 хозяйств.
С 1929 года деревня входила в состав Спасского сельсовета Владимирского района, с 1965 года — в составе Пригородного сельсовета Суздальского района. В 2006 году деревня вошла в состав муниципального образования город Владимир.

## Население
| 1859 | 1905 | 1926 |
| ---- | ---- | ---- |
| 37   | 87   | 88   |

| 1859 | 1905 | 1926 | 2002 | 2010 | 2021 |
| ---- | ---- | ---- | ---- | ---- | ---- |
| 37   | ↗87  | ↗88  | ↘0   | ↗7   | ↗51  |